# Martin Müller (spisovatel)
Martin Müller (* 12. srpna 1988 Ostrava) je český spisovatel, reklamní textař, kreativec a bývalý novinář. 

## Život
Vystudoval scenáristiku na brněnské JAMU a University of Wales v britském Newportu, kde se též věnoval filmovému střihu. Během této doby publikoval povídky v magazínech Host, Psí víno nebo Texty, a také působil jako člen ostravské Bezejmenné skupiny, která 12 let sdružovala mladé tvůrce z regionu a pravidelně vystupovala v lokálních klubech.
Po škole nejprve působil v Lidových novinách, posléze psal převážně reklamní texty včetně televizních spotů s Alzákem nebo celostátních kampaní pro Kooperativu, za které získal s dalšími kreativci agentury Ginger dvě ocenění ADC Creative Awards známé též jako Louskáček. Z této doby má na kontě také tři menší ceny z britské reklamní soutěže One Minute Briefs. Aktuálně se živí jako marketér.
Jako romanopisec debutoval v roce 2022 noir thrillerem Černá rusalka, na který navázal v roce 2025 dalším thrillerem Vymahačka, obě u nakladatelství Paseka. Je též autorem převyprávění Malého prince do ostravštiny pod hlavičkou nakladatelství Jota.

## Dílo

### Černá rusalka
Černá rusalka je historický thriller, který se odehrává v Novohradských horách na počátku 90. let, kdy probíhá odsun sovětské armády z Československa. Zaměřuje se na krvavý spor pohraničníka Šturce a sovětského majora Treťjaka, mezi něž se dostane mladý knihovník Tomáš z vesnice Černé domky. Autor zde propojuje napínavý příběh s atmosférou zapadlého pohraničí a jeho historickými traumaty.
Román získal od literárních kritiků převážně pozitivní ohlasy. Podle recenze na České televizi Müller vytvořil autentickou atmosféru 90. let a přinesl „napínavý výlet do devadesátek“ s důrazem na dobovou realitu a drsné prostředí pohraničí. Lidové noviny vyzdvihly kombinaci napětí a melancholie, která podtrhuje odlehlost a tajemnost prostředí Novohradských hor, zároveň však upozorňují, že v některých pasážích příběh postrádá silnější dramatický oblouk. Server IDNES.cz ocenil propracovanost postav a realistické zachycení doby, přičemž zdůrazňuje autorovu schopnost vtáhnout čtenáře do děje. Naopak Aktuálně.cz uvádí, že ačkoli kniha nabízí sugestivní atmosféru a poutavé zobrazení regionu, některé zápletky mohou působit předvídatelně a postavy občas jednají schematicky. Petr Bílek z magazínu Respekt zmínil spád, gradaci a nečekané zvraty, ale také neokoukanost Novohradských hor v české literatuře.

### Maly prync
Maly prync je specifickým překladem díla Malý princ od Antoina de Saint-Exupéryho do ostravštiny. Tento překlad navazuje na předchozí nářeční adaptace, jako jsou verze v brněnském hantecu, valašském, krkonošském nebo slováckém dialektu. Překlad si na Databázi knih drží hodnocení 98 %.

### Vymahačka
| Nejhorší problém, co jsem zatím řešila, byl ožralý zedník na Šumpersku, který nám zalil výfuk cementem. Nebo vlci na východním Slovensku, co se stahovali kolem našeho auta. Tohle je prý jiná liga. Tenhle chlápek je nebezpečný. A ona mě v tom nechala samotnou. Je to tu bezútěšné, pusté a bez známek inteligentního života. Připomíná mi to Ostravu v neděli ráno. Maringotka leží v poli uprostřed mlžných jesenických lesů jako mrtvola osamělého zvířete. Nad ní krouží hejno krákajících černých ptáků. Vítr mi rejdí ve vlhnoucích vlasech. Nadechnu se. Zavřu oči. Vykročím. |
| Úvod z knihy Vymahačka |

Vymahačka je románový thriller z Ostravska a Jesenicka. Zachycuje osudy dvou kamarádek, které se dostanou k práci vymahaček dluhů a postupně se zaplétají s ostravským podsvětím, podivínským detektivem a nevyzpytatelným šéfem vymahačské agentury s vazbami na bývalou StB.
Román se podobně jako autorova prvotina vrací do 90. let, pracuje s psychologickou manipulaci, odhaluje nátlakové postupy při vymáhání dluhů a zachycuje machinace s nedobytnými pohledávkami, které negativně ovlivnily privatizaci v Česku a přispěly k pádu největší české porevoluční banky IPB. Dílo je inspirováno historkami autorovy matky, která tuto profesi v 90. letech skutečně vykonávala.
Ohlasy na Vymahačku byly vesměs pozitivní. IDNES.cz knihu označil za fascinující konglomerát drsnosti a elegance, podle České televize nabízí atraktivní kulisy a témata.
Knihu doprovodil citátem na obálce známý český autor Leoš Kyša: Příběh, který vás chytne pod krkem a praští s vámi o politý pult v herně plné ztracených existencí.